# Dakwerker

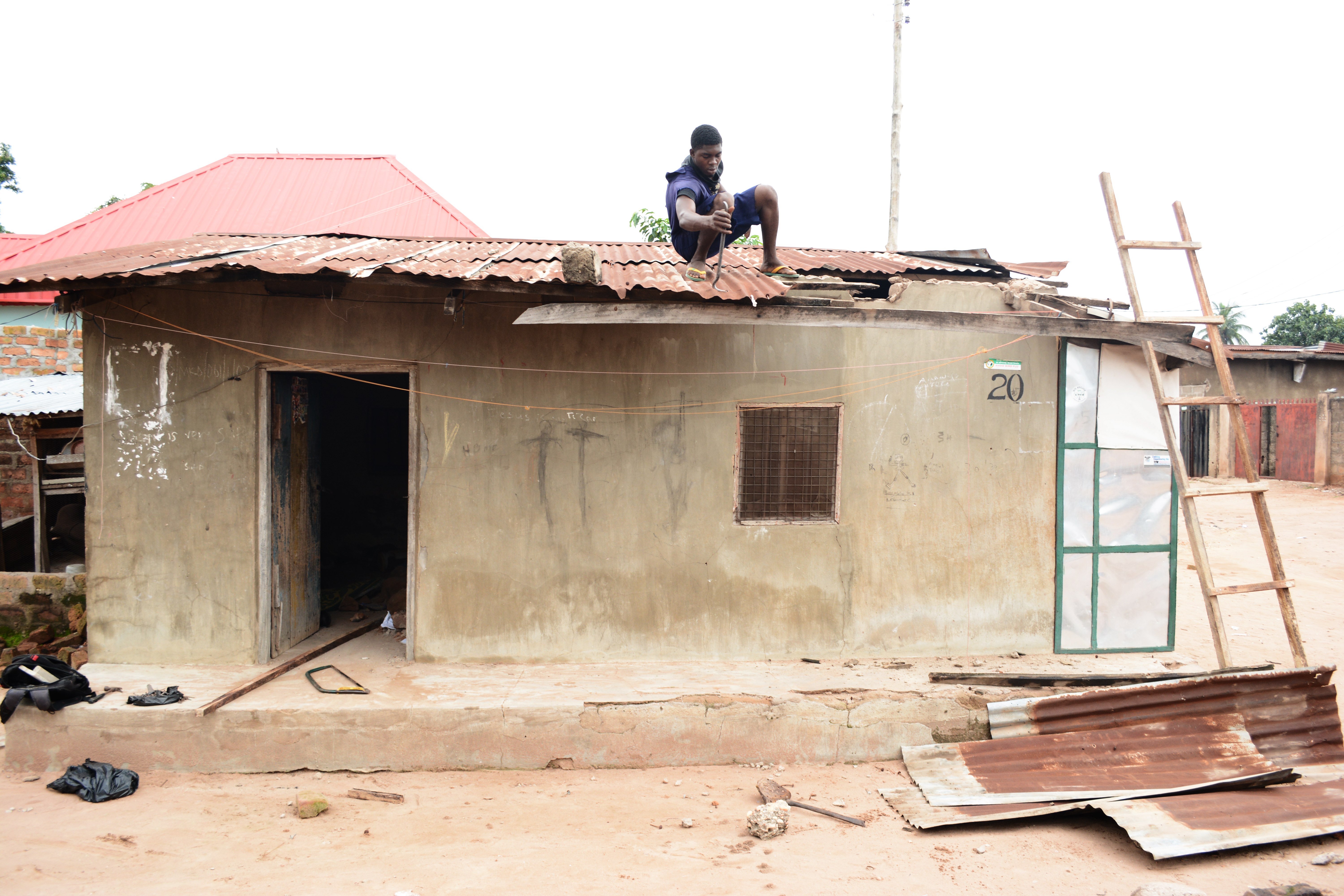
Dakwerker in Nigeria

Een dakwerker (ook wel dakdekker genoemd) is iemand die gespecialiseerd is in het plaatsen, afwerken of repareren van dakconstructies. Een dakconstructie moet bestendig zijn tegen regen, sneeuw, wind, hoge en lage temperaturen. Een eenvoudig dak wordt meestal gemaakt uit hout en bestaat uit een spant, balk en ligger. Dit wordt het skelet van een dak genoemd waar al het materiaal op moet steunen: het dakbeschot, het onderdak, eventuele dakramen en de dakbedekking. De dakbedekking bestaat meestal uit dakpannen, maar kan ook bestaan uit riet, stro, leien, shingels, dakleer, golfplaten of mastiek met grind.